# Pocadicnemis carpatica
Pocadicnemis carpatica är en spindelart som först beskrevs av Cornelius Chyzer 1894.  Pocadicnemis carpatica ingår i släktet Pocadicnemis och familjen täckvävarspindlar. Inga underarter finns listade i Catalogue of Life.